# Temporada 1960-61 de los St. Louis Hawks
La temporada 1960-61 fue la duodécima de los St. Louis Hawks en la NBA. La temporada regular acabó con 51 victorias y 28 derrotas, ocupando el primer puesto de la División Oeste. Se clasificaron para los playoffs, cayendo en las finales ante los Boston Celtics, repitiéndose la final del año anterior.

## Elecciones en elDraft
| Ronda | Puesto | Jugador        | Posición | Nacionalidad   | Universidad    |
| ----- | ------ | -------------- | -------- | -------------- | -------------- |
| 1     | 6      | Lenny Wilkens  | Base     | Estados Unidos | Providence     |
| 2     | 14     | Frank Radovich | Alero    | Estados Unidos | Indiana        |
| 3     | 22     | Fred LaCour    | Escolta  | Estados Unidos | San Francisco  |
| 4     | 30     | Horace Walker  | Alero    | Estados Unidos | Michigan State |
| 5     | 38     | Jimmy Darrow   | Base     | Estados Unidos | Bowling Green  |
| 6     | 46     | York Larese    | Base     | Estados Unidos | North Carolina |
| 7     | 54     | Bob Sims       | Escolta  | Estados Unidos | Pepperdine     |

## Temporada regular
| División Oeste       | División Oeste | División Oeste | División Oeste | División Oeste | División Oeste | División Oeste | División Oeste | División Oeste |
| Equipo               | G              | P              | %              | PD             | Casa           | Fuera          | Neutral        | Div            |
| -------------------- | -------------- | -------------- | -------------- | -------------- | -------------- | -------------- | -------------- | -------------- |
| x-St. Louis Hawks    | 51             | 28             | .646           | –              | 29–5           | 15–20          | 7–3            | 25–14          |
| x-Los Angeles Lakers | 36             | 43             | .456           | 15             | 16–12          | 8–20           | 12–11          | 19–20          |
| x-Detroit Pistons    | 34             | 45             | .430           | 17             | 20–11          | 3–19           | 11–15          | 18–21          |
| Cincinnati Royals    | 33             | 46             | .418           | 18             | 18–13          | 8–19           | 7–14           | 16–23          |

## Playoffs

### Finales de División
St. Louis Hawks - Los Angeles Lakers
| Fecha       | Partido                                          | Ciudad      |
| ----------- | ------------------------------------------------ | ----------- |
| 21 de marzo | St. Louis Hawks 118, Los Angeles Lakers 122      | St. Louis   |
| 22 de marzo | St. Louis Hawks 121, Los Angeles Lakers 106      | St. Louis   |
| 24 de marzo | Los Angeles Lakers 118, St. Louis Hawks 112      | Los Ángeles |
| 25 de marzo | Los Angeles Lakers 117, St. Louis Hawks 118      | Los Ángeles |
| 27 de marzo | St. Louis Hawks 112, Los Angeles Lakers 121      | St. Louis   |
| 29 de marzo | Los Angeles Lakers 113, St. Louis Hawks 114 (OT) | Los Ángeles |
| 1 de abril  | St. Louis Hawks 105, Los Angeles Lakers 103      | St. Louis   |
|             | St. Louis gana las series 4-3                    |             |

### Finales de la NBA
Boston Celtics - St. Louis Hawks
| Fecha       | Partido                                 | Ciudad    |
| ----------- | --------------------------------------- | --------- |
| 2 de abril  | Boston Celtics 129, St. Louis Hawks 95  | Boston    |
| 5 de abril  | Boston Celtics 116, St. Louis Hawks 108 | Boston    |
| 8 de abril  | St. Louis Hawks 124, Boston Celtics 120 | St. Louis |
| 9 de abril  | St. Louis Hawks 104, Boston Celtics 119 | St. Louis |
| 11 de abril | Boston Celtics 121, St. Louis Hawks 112 | Boston    |
|             | Boston gana las finales 4-1             |           |

## Estadísticas
| Rk | Jugador           | Edad | P  | PT | MP   | TC   | TCI  | %TC  | 3P | 3PI | %3P | TL  | TLI  | %TL   | RO | RD | RT   | AS  | RB | TAP | BP | FP  | PTS  |
| 1  | Bob Pettit        | 28   | 76 |    | 39.8 | 10.1 | 22.6 | .447 |    |     |     | 7.7 | 10.6 | .724  |    |    | 20.3 | 3.4 |    |     |    | 2.9 | 27.9 |
| 2  | Cliff Hagan       | 29   | 77 |    | 35.1 | 8.6  | 19.4 | .444 |    |     |     | 5.0 | 6.1  | .820  |    |    | 9.3  | 4.9 |    |     |    | 3.7 | 22.1 |
| 3  | Clyde Lovellette  | 31   | 67 |    | 31.5 | 8.9  | 19.7 | .453 |    |     |     | 4.1 | 4.9  | .830  |    |    | 10.1 | 2.6 |    |     |    | 3.7 | 22.0 |
| 4  | Lenny Wilkens     | 23   | 75 |    | 25.3 | 4.4  | 10.4 | .425 |    |     |     | 2.9 | 4.0  | .713  |    |    | 4.5  | 2.8 |    |     |    | 2.9 | 11.7 |
| 5  | Si Green          | 27   | 76 |    | 25.9 | 3.5  | 9.4  | .366 |    |     |     | 2.3 | 3.3  | .704  |    |    | 5.0  | 3.4 |    |     |    | 3.1 | 9.2  |
| 6  | Johnny McCarthy   | 26   | 79 |    | 31.9 | 3.4  | 9.4  | .357 |    |     |     | 1.5 | 2.9  | .540  |    |    | 4.1  | 5.4 |    |     |    | 3.4 | 8.3  |
| 7  | Larry Foust       | 32   | 68 |    | 17.8 | 2.9  | 7.2  | .397 |    |     |     | 2.4 | 3.1  | .788  |    |    | 5.7  | 1.1 |    |     |    | 2.7 | 8.1  |
| 8  | Woody Sauldsberry | 26   | 69 |    | 21.6 | 3.3  | 11.1 | .299 |    |     |     | 0.8 | 1.4  | .560  |    |    | 7.1  | 1.1 |    |     |    | 2.9 | 7.5  |
| 9  | Fred LaCour       | 22   | 55 |    | 13.1 | 2.2  | 5.4  | .417 |    |     |     | 1.1 | 1.5  | .750  |    |    | 3.2  | 1.5 |    |     |    | 1.3 | 5.6  |
| 10 | Al Ferrari        | 27   | 63 |    | 16.4 | 1.9  | 5.2  | .357 |    |     |     | 1.5 | 1.8  | .819  |    |    | 1.8  | 2.3 |    |     |    | 2.5 | 5.2  |
| 11 | Dave Piontek      | 26   | 29 |    | 8.8  | 1.6  | 3.3  | .490 |    |     |     | 0.6 | 1.1  | .516  |    |    | 2.3  | 0.7 |    |     |    | 1.1 | 3.8  |
| 12 | Ernie Beck        | 29   | 7  |    | 8.9  | 1.0  | 3.0  | .333 |    |     |     | 0.7 | 0.7  | 1.000 |    |    | 1.7  | 1.9 |    |     |    | 0.9 | 2.7  |
| 13 | Phil Rollins      | 27   | 7  |    | 10.1 | 1.3  | 2.9  | .450 |    |     |     | 0.0 | 0.6  | .000  |    |    | 0.4  | 1.6 |    |     |    | 2.0 | 2.6  |

## Galardones y récords
| Jugador    | Galardón                 |
| Bob Pettit | Mejor quinteto de la NBA |